# Polón
Rodrigo Santos Nosti Polón (La Felguera, España, 21 de julio de 1907-22 de abril de 1962) fue un futbolista y entrenador español que se desempeñaba como delantero durante su etapa como jugador.

## Trayectoria

### Como jugador
Proveniente del C. D. Hispano Americano de La Habana de Cuba, en 1928 fichó por el Real Oviedo F. C. que en aquella época competía en Segunda División y en el Campeonato Regional de Asturias. Con el club disputaría un total de 111 partidos oficiales y logrando 52 goles entre ambas competiciones hasta el 30 de junio de 1932.
Fue el artífice del gol número 100 en Segunda División para el Real Oviedo F. C. durante el partido que se disputó ante el Athletic de Madrid el 8 de febrero de 1931.

### Como entrenador
Tras su retirada, comenzó a entrenar al equipo de su parroquia natal, el Círculo Popular de La Felguera.